# Gefilte fisch

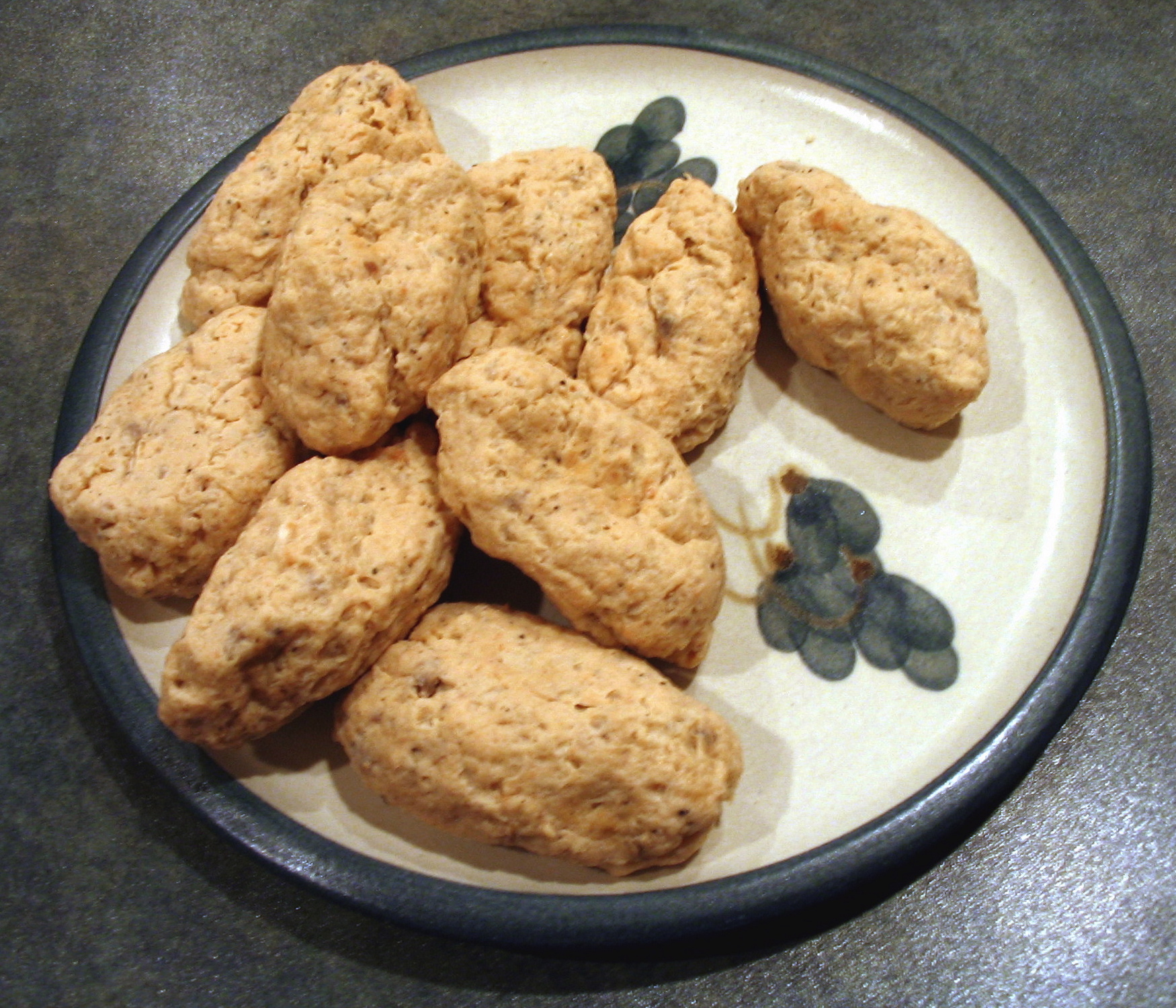
Gefilte fisch.

Gefilte Fisch eller Gefilte fish (jiddisch för "fylld fisk"), är en ashkenazisk-judisk fiskrätt. Till denna rätt brukar man äta chrein, en pepparrotsröra.